# Heavener (Oklahoma)
Heavener es una ciudad ubicada en el condado de Le Flore en el estado estadounidense de Oklahoma. En el año 2010 tenía una población de 	3414 habitantes y una densidad poblacional de 266,72 personas por km².

## Geografía
Heavener se encuentra ubicada en las coordenadas 34°53′21″N 94°36′15″O / 34.88917, -94.60417 (34.889108, -94.604217).

## Demografía
Según la Oficina del Censo en 2000 los ingresos medios por hogar en la localidad eran de $23,750 y los ingresos medios por familia eran $28,654. Los hombres tenían unos ingresos medios de $19,848 frente a los $18,487 para las mujeres. La renta per cápita para la localidad era de $11,313. Alrededor del 26.3% de la población estaban por debajo del umbral de pobreza.